# Relaciones Estados Unidos-Francia
Las relaciones entre Estados Unidos y Francia fueron establecidas en 1776, tras la independencia de Estados Unidos. Francia fue la primera aliada de los nuevos Estados Unidos desde la Guerra de la Independencia mediante tratado de apoyo militar firmado en 1778. Las relaciones franco-estadounidenses han sido en general pacíficas, excepto una lucha a gran escala en 1798 y algunas trifulcas en 1942 con un sector francés. Durante su historia han sido importantes aliados, sobre todo durante la Primera y Segunda Guerra Mundial que junto con Gran Bretaña formaron los principales aliados que detuvieron el avance alemán.
En la actualidad Francia y Estados Unidos son importantes aliados militares, comerciales y políticos, miembros fundadores de la Organización del Tratado del Atlántico Norte, de la Organización de las Naciones Unidas y a su vez del Consejo de Seguridad de las Naciones Unidas. Ambas son consideradas potencias occidentales de primer orden, y generalmente mantienen posturas similares en la mayoría de las disputas internacionales.

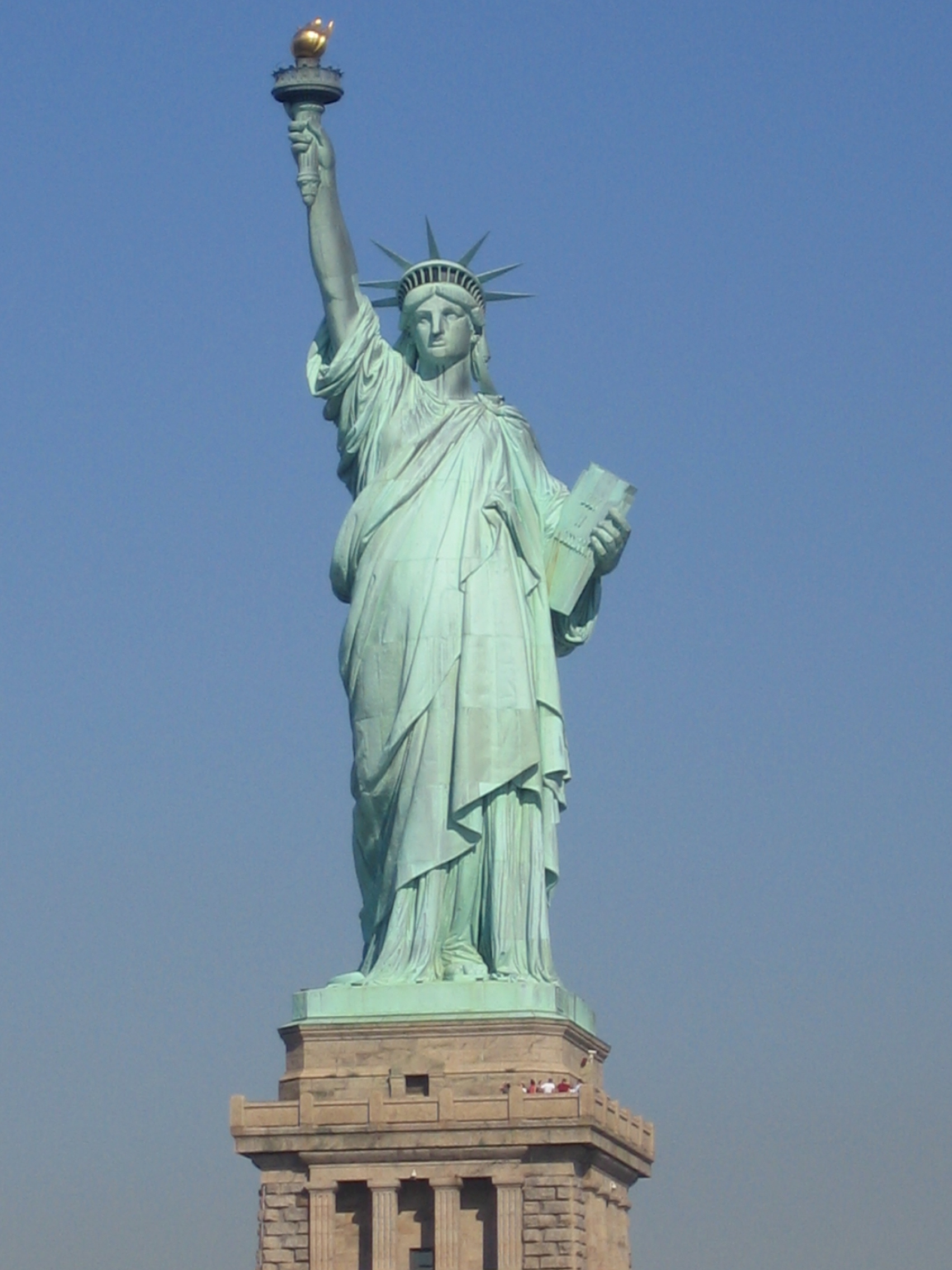
La Estatua de la Libertad fue un regalo del pueblo francés al pueblo estadounidense en conmemoración de la Declaración de la Independencia de los Estados Unidos de América.

## Historia

### Francia y la Revolución estadounidense
Durante el tiempo que Gran Bretaña y Francia estaban en paz en Europa, y mientras el equilibrio precario en el interior americano permaneció, las colonias británicas y las francesas convivieron sin dificultades serias. Aun así, con el comienzo de la Revolución Gloriosa en Inglaterra (1688), las diferencias dinásticas, religiosas, y faccionarias entre los protestantes británicos y los católicos franceses en Europa y América provocaron cuatro "Guerras francesas e indias" combatidas ampliamente en tierra americana (La Guerra del Rey Guillermo, 1689–97; la Guerra de la Reina Ana, 1702–13; la Guerra del Rey Jorge, 1744–48; y, finalmente la guerra de los Siete Años, 1756–63). Gran Bretaña finalmente expulsó a los franceses de la Norteamérica continental en 1763 después de la derrota francesa en la guerra de los siete años. En la siguiente década las colonias británicas se alzaron en abierta rebelión contra su metropolí, y Francia apoyó en secreto a los rebeldes suministrando tropas y material de guerra.

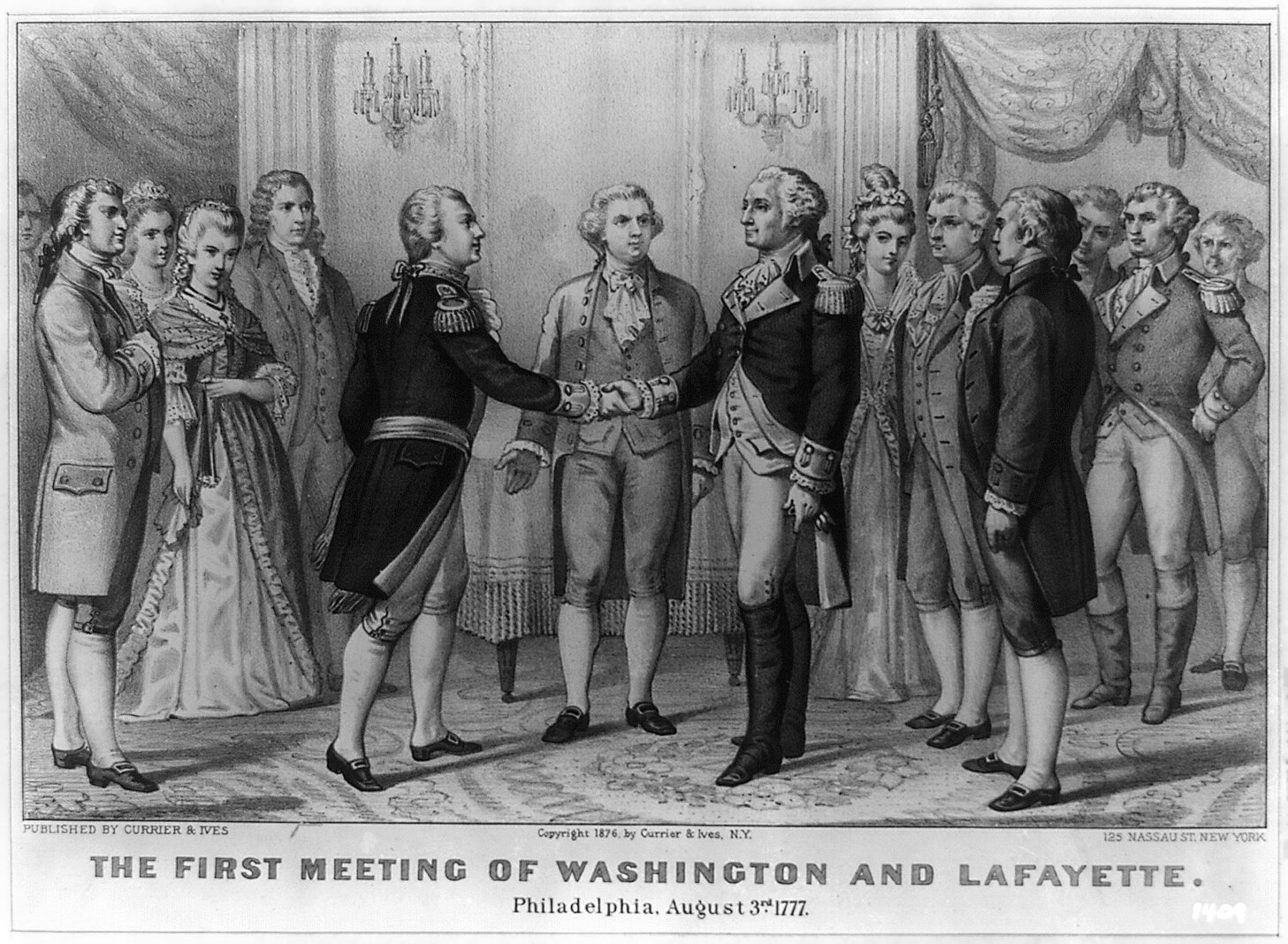
El Marqués de Lafayette visitando George Washington en 1777 durante la Guerra de la Independencia americana.

Después de que el Congreso declarara la independencia en julio de 1776, sus agentes en París reclutaron oficiales para el Ejército Continental, entre ellos el Marqués de Lafayette, quién sirvió con distinción como general. A pesar de cierto recelo inicial de Francia, los agentes también pidieron una alianza formal. Después de que rearmar su flota y salir impresionados por la victoria de EE. UU. en la batalla de Saratoga en octubre de 1777, París formalizó tratados de comercio y alianza militar el 6 de febrero de 1778 con la nueva nación, que los comprometió a luchar contra los británicos hasta que la independencia estadounidense estuvo asegurada.
La alianza militar empezó mal. El almirante francés d'Estaing navegó a América del Norte con una flota en 1778, y unió sus esfuerzos con el general americano John Sullivan para capturar un puesto británico en Newport, Rhode Island. D'Estaing se separó de la flota americana debido a que una tormenta destrozó su flota, retirándose de una operación para enfrentarse a una flota británica, y entonces, a pesar de las peticiones de Sullivan y Lafayette, navegó hacia Boston para reparaciones. Sin soporte naval, el plan colapsó, y las fuerzas americanas de Sullivan tuvieron que retirarse luchando solas. El ultraje a los americanos se extendió, y varios marineros franceses fueron asesinados en varios disturbios. Posteriormente D'Estaing dirigió un asedio desastroso en Savannah, Georgia Franco que socavó aún más las relaciones franco-americanas.

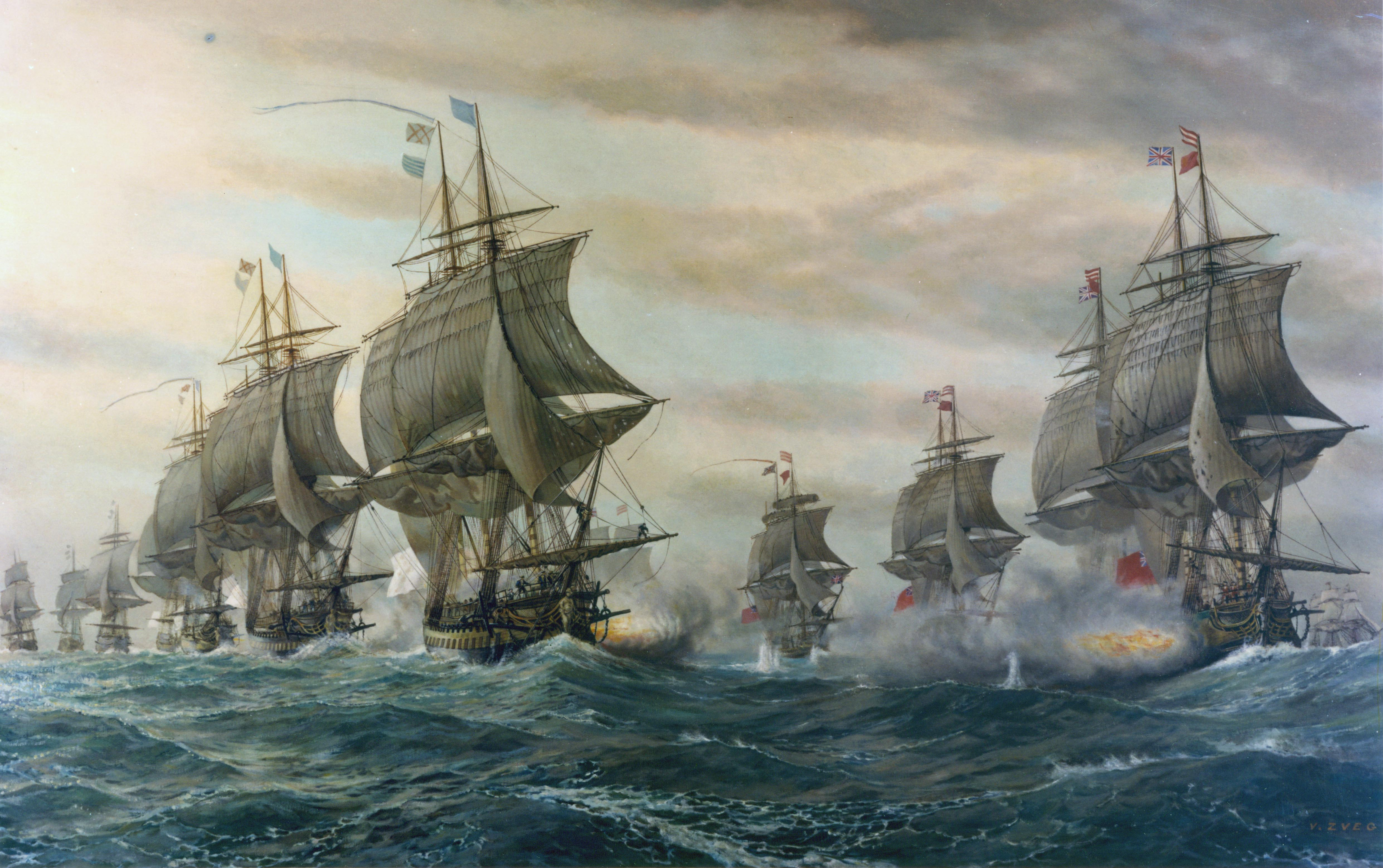
La Batalla del Chesapeake donde la Armada Francesa derrotó a la Royal Navy en 1781.

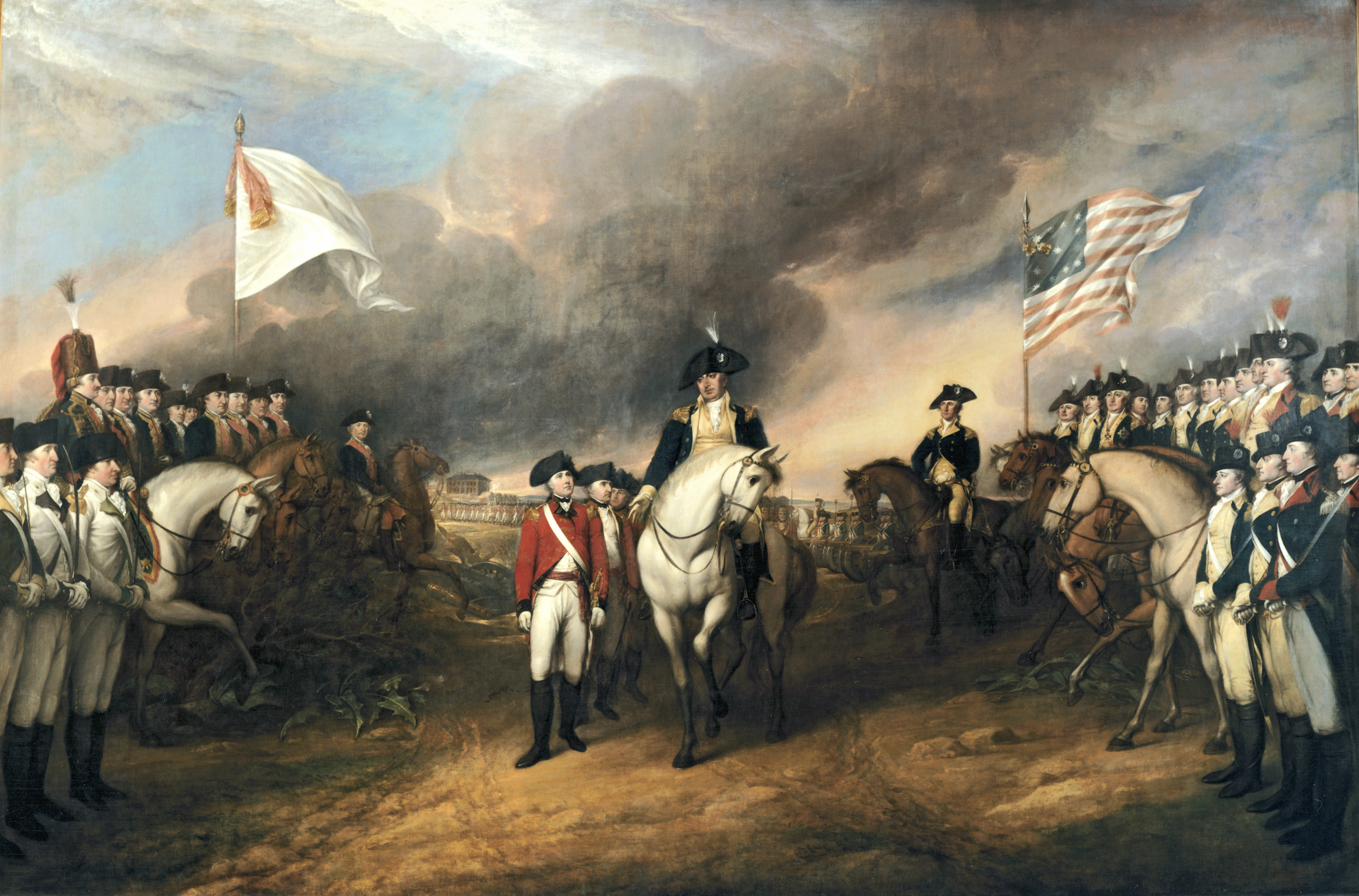
Rendición de Lord Cornwallis mostrando al inglés rindiéndose al francés (izquierdo) y a las tropas americanas.

La alianza mejoró con la llegada a los Estados Unidos en 1780 del Comte de Rochambeau, quién mantuvo una buena relación con el general Washington. Acciones navales francesas como en la Batalla del Chesapeake hicieron posible la decisiva victoria franco-americana en el asedio de Yorktown en octubre de 1781, acabando eficazmente con la guerra en el continente americano. Los franceses seguirían luchando contra los británicos en el continente europeo, hasta sufrir una derrota naval en 1782 frente a las costas españolas en la batalla del Cabo Espartel de 1782.

### Napoleón

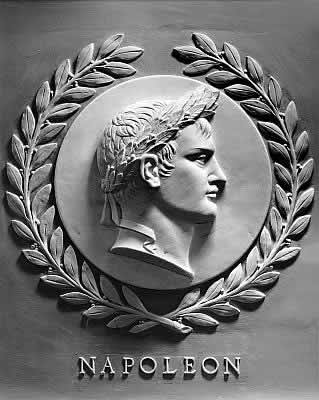
Bajo relieve de Napoleón en la Cámara de los Representantes de Estados Unidos en Washington D. C. en Estados Unidos.

A principios del siglo XIX a España le suponía un enorme coste mantener el territorio de Luisiana, por lo que se mostró ansiosa en entregarla a Napoleón en 1800. El futuro emperador aspiraba a que Luisiana junto con Haití se convirtiera en parte del imperio francés en el Nuevo Mundo. Luisiana sería el granero perfecto para proveer alimentos a la fuerza laboral a las Indias Occidentales. El presidente Jefferson podía tolerar a una España debilitada pero no a un nuevo imperio en el oeste. Consideró emprender una guerra para prevenir el control francés del río Misisipi, pero prefirió finalmente usar la diplomacia y mandó a un amigo cercano, James Monroe, a Francia para que adquiriese toda el área alrededor de Nueva Orleans que pudiese. Sorprendentemente Napoleón estuvo de acuerdo en vender el territorio entero, debido a que los planes franceses de crear un nuevo imperio colapsaron a raíz de la rebelión de los esclavos en Haití, además de la voluntad de mantener a los británicos lejos de Luisiana. El territorio se vendió en abril de 1803 a Estados Unidos por 15 millones de dólares. Banqueros británicos financiaron la compra a través de bonos americanos y embarcaron el oro de los bancos de Londres a París. La superficie de Estados Unidos se había duplicado sin necesidad de ir a la guerra.
Francia y Reino Unido volvieron a entrar en guerra en 1803, justo después de la adquisición. Ambas pusieron a prueba la neutralidad estadounidense e intentaron cortar las líneas comerciales del enemigo. El gobierno de Washington consideraba que como nación pequeña y neutral podría beneficiarse comercialmente de la guerra de las grandes potencias, aunque desconfiaba de ambas. A pesar de eso los británicos se veían como una amenaza más seria que los franceses (con su monarquía, aristocracia y con una fuerza naval relativamente poderosa en Canadá) era más peligrosa para los intereses americanos. Esto llevó a que se tomara una posición pro-francesa y usar el embargo para hacer daño al comercio británico. De todas formas británicos y franceses infligieron los derechos marítimos del nuevo país, aunque los británicos hicieron más daño, llegando a tomar a miles de marineros americanos en la Royal Navy, cosa que no hizo Francia. Jefferson firmó el Acta de Embargo en 1807, que prohibió toda exportación o importación. Redactada para hacer daño a los británicos, ésta supuso más daño al comercio estadounidense. El acta fue abolida en 1809, cuando Jefferson dejó el cargo, sin embargo británicos y franceses se mantuvieron hostiles a los Estados Unidos. La Guerra de 1812 fue la extensión lógica del programa de embargo que ejerció Estados Unidos sobre Gran Bretaña. Sin embargo no se debió por ser aliada de Francia y tampoco hubo intención de coordinar ninguna actividad militar entre ambas.
Francia y España no definieron en su día los límites entre Luisiana y el territorio vecino retenido por España, dejando este problema por solucionar a la diplomacia de ambos países. Estados Unidos heredó la reclamación francesa sobre Texas, que en 1819 se resolvió mediante el Tratado Adams-Onís (y además una parte de la cuenca del Misisipi), lo que incluyó la compra de Florida, donde ya se habían asentado colonos americanos y parte del ejército estadounidense y finalmente la adquisición de los territorios en el Noroeste, en la costa pacífica, sobre los que España ejercía una débil reclamación. Tres décadas después Estados Unidos se anexaría Texas.

### La Gran Guerra (1917–18)
Durante la Primera Guerra Mundial EE. UU. se mantuvieron neutrales hasta que entraron en el conflicto en 1917 como aliado de Francia y proporcionaron gran parte del dinero necesario (como préstamos a pagar) que permitieron la compra de víveres, combustible y químicos americanos para el ejército francés. Tropas americanas fueron enviadas a los frentes europeos, pero sin equipamiento pesado, lo cual permitió a los barcos transportar muchos más soldados. Francia proporcionó la artillería, aeronaves y tanques como el caza SPAD XIII y el tanque ligero Renault FT que sirvió en las formaciones de la aviación y formaciones armadas de la Fuerza Expedicionaria Americana en el Frente Occidental en 1918. En 1918 Estados Unidos envió a más de un millón de soldados que fueron estacionados al sur de los principales frentes franceses. Los soldados estadounidenses supusieron una decisiva ventaja en el conflicto, haciendo que los alemanes no pudieran reemplazar sus propias bajas, perdiendo toda la confianza en ganar la guerra para septiembre de 1918.

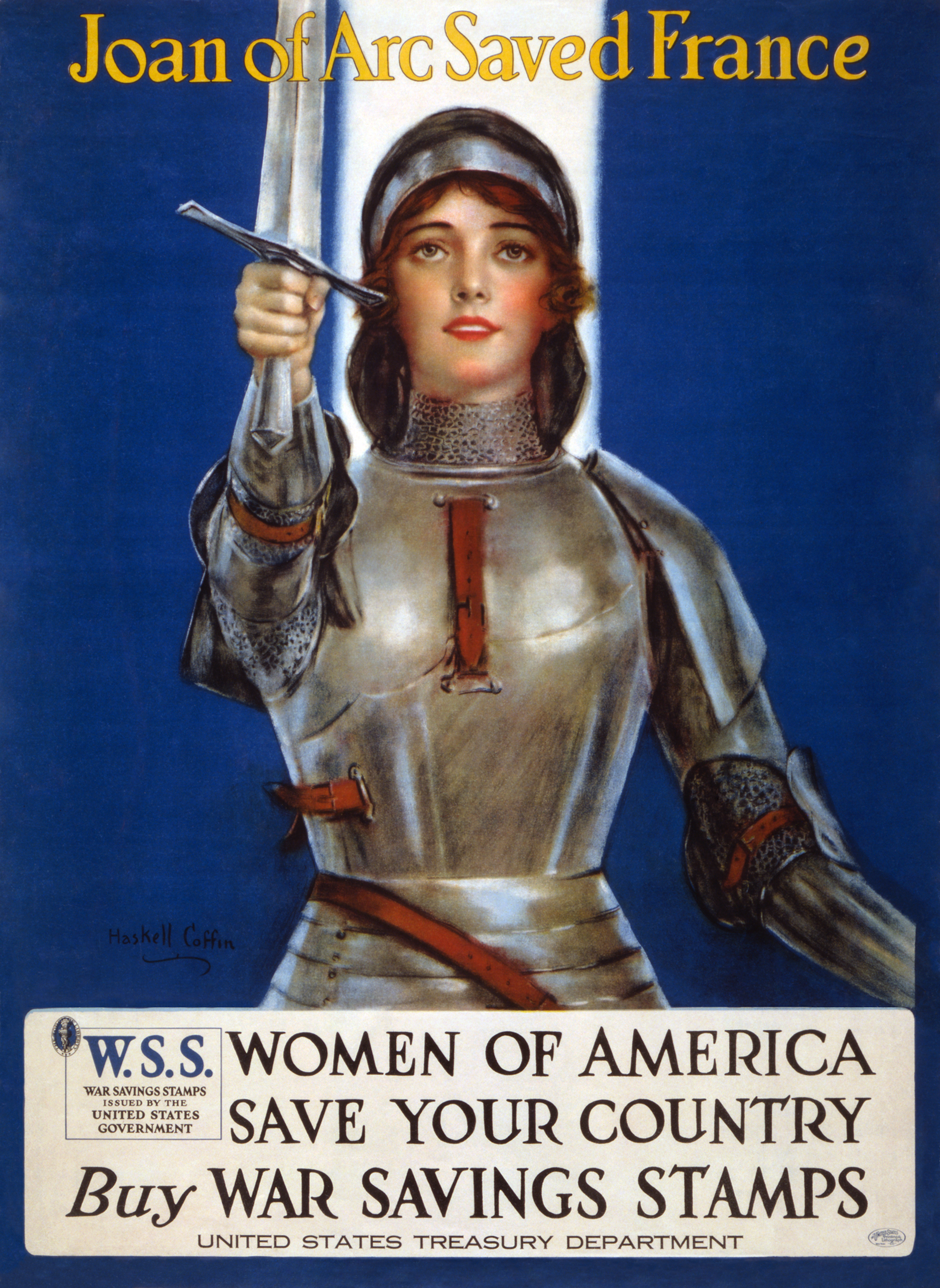
Cartel patriótico de Estados Unidos alentando a las mujeres americanas evocando a Juana de Arco durante la Primera Guerra Mundial.

### La paz de Versalles (1919)
El presidente Wilson se convirtió en el héroe de guerra para los franceses, y su llegada a París fue muy celebrada por la población. Sin embargo los dos países chocaron en como gestionar la nueva paz después de la guerra. El presidente francés Georges Clemenceau ambicionaba asegurar a toda costa la paz en Francia, obligando a la Alemania vencida a pagar cuantiosas indemnizaciones por la guerra, garantías y reparaciones, y en ningún caso restituir la amistad con su vecino germano. Clemenceau tenía poca confianza en los principios del presidente Woodrow Wilson, que consideraba utópicos y poco realistas: "Incluso Dios se quedó satisfecho con Diez Mandamientos, pero Wilson insistiría en catorce" (una referencia a los catorce puntos de Wilson). Las dos naciones nunca se pusieron de acuerdo en las deudas, reparaciones y restricciones que debería soportar Alemania.
Clemenceau también estaba determinado a crear un estado colchón en el territorio alemán al oeste del río Rín que debía ser establecido bajo la supervisión de Francia. A los ojos de británicos y estadounidenses esa idea constituía una violación del principio de autodeterminación que conduciría a nuevas guerras. Finalmente se llegó a una solución de compromiso con París por la cual el territorio en cuestión sería ocupado por un período de cinco a quince años, y una zona de 50 kilómetros al este del Rín debía permancer desmilitarizada. Wilson y el primer ministro David Lloyd George acordaron que Estados Unidos y Gran Bretaña debían garantizar la seguridad de Francia ante un ataque alemán por un tratado de alianza militar. Los líderes republicanos en Washington querían asegurar un tratado de seguridad, pero finalmente no lo hicieron porque Wilson insistió en unirlo su firma al del Acuerdo de Paz de Versalles, que los republicanos rechazaban sin que Wilson hiciera algunos cambios.
El historiador francés Duruoselle muestra a Clemenceau como más sabio que Wilson, y de la misma forma compasivo y comprometido con la justicia pero también como alguien que entendía que la paz y el orden dependían de la supresión permanente de la amenaza alemana. Blumenthal (1986) por contraste, defiende las políticas de Wilson que quedaban lejos de las pretensiones del presidente francés. Blumenthal propone que para Wilson la paz y la prosperidad dependían de una Alemania plenamente integrada en la economía mundial y en una comunidad política como un igual. Como resultado en los años 1920 los franceses desconfiaban profundamente de Estados Unidos, que estaban prestando dinero a Alemania (que estaba usando para pagar sus reparaciones a Francia y otros Aliados), mientras que Francia tenía que devolver sus préstamos de guerra a Washington.

### Período de entreguerra (1919–38)
Durante los años de entreguerra, las dos naciones se mantuvieron amigas. En los comienzos de los años 1920 intelectuales, pintores, escritores y turistas estadounidenses fueron seducidos por el arte, la literatura, filosofía, teatro, cine, moda, vinos y cocina francesa.
Un número importante de artistas americanos, como Josephine Baker, tuvieron gran éxito en Francia. París además dio la bienvenida al jazz americano y los músicos de raza negra no tuvieron problemas para actuar en Francia al no existir leyes de discriminación racial, como sí había en parte de Estados Unidos. Numerosos escritores como William Faulkner, F. Scott Fitzgerald y Ernest Hemingway entre otros fueron influenciados profundamente por sus experiencias en Francia.
Sin embargo apareció cierto antiamericanismo a lo largo de 1920 debido a que algunos tradicionalistas franceses empezaron a alarmarse del poder de Hollywood y advirtieron que Estados Unidos representaba la modernidad, que chocaba con los valores tradicionales franceses, sus costumbres y su literatura popular.
En 1928 las dos naciones promovieron el Pacto Briand-Kellogg o Pacto de París que informalmente convirtió la guerra en ilegal. El pacto, que fue firmado por las mayoría de las grandes naciones, comprometía a renunciar a la guerra como modo de resolver disputas, y llamó a convocar una fuerza colectiva para prevenir una agresión. Sus provisiones fueron incorporadas en la Carta de las Naciones Unidas en 1945 y en otros tratados posteriores que significaron el comienzo de una política estadounidense más activista.

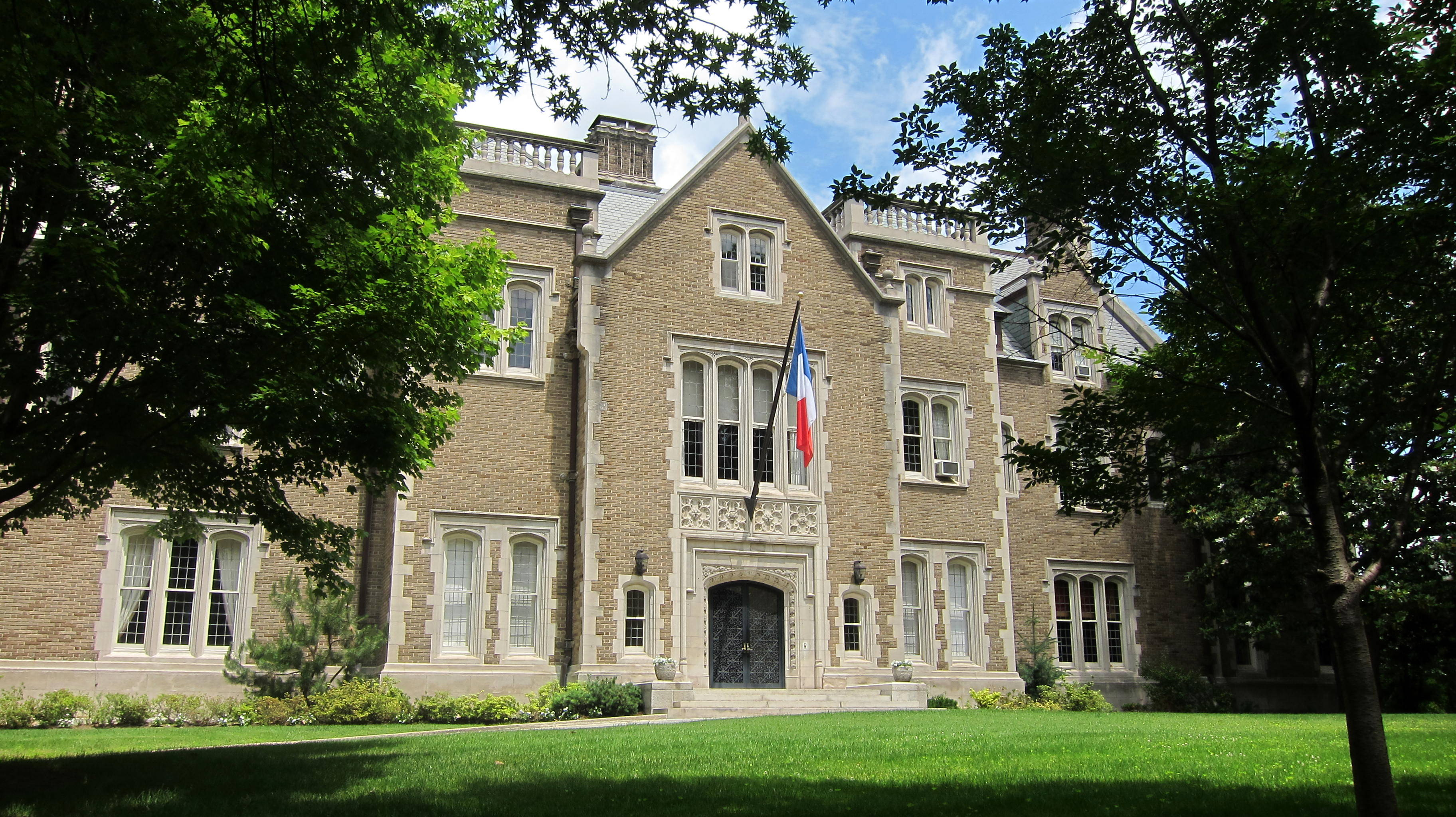
La residencia del embajador francés en Washington D. C. sirvió de embajada francesa desde 1936 a 1985.

### Segunda Guerra Mundial (1939–45)

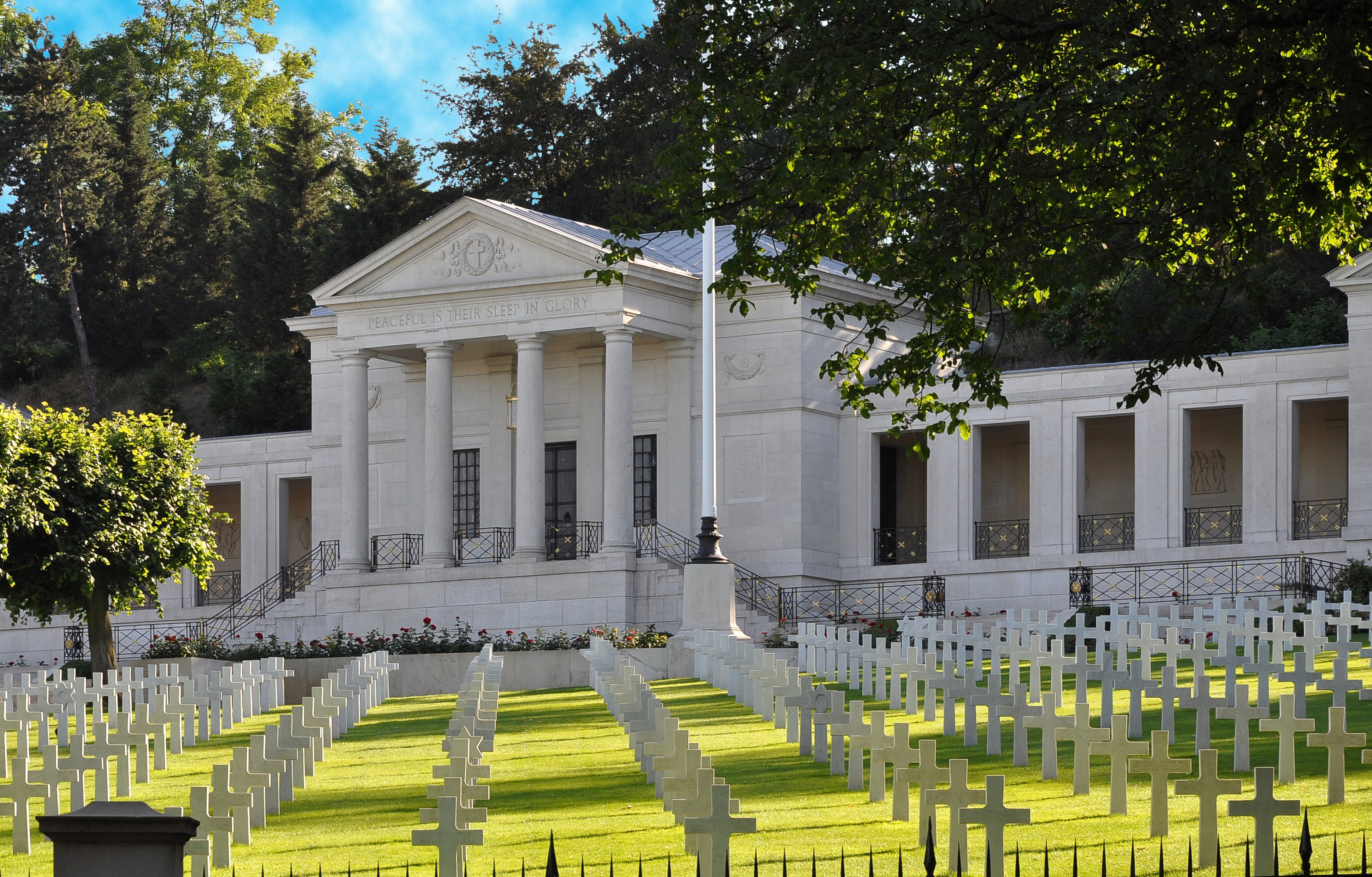
Cementerio Americano y Memorial en Suresnes, Francia.

En la Segunda Guerra Mundial Estados Unidos volvió a ponerse de favor de Francia sobre la Alemania nazi. La actuación exitosa que los aviones de combate alemanes realizaron durante la guerra civil española (1936-39) demostró a París la inferioridad militar que poseían por entonces las fuerzas francesas. Alemania tenía mejores aviones, más de ellos, y un sistema de producción mucho más eficiente que el francés. El presidente Franklin Roosevelt llevaba bastante tiempo interesado en Francia, y fue amigo personal del senador francés Baron Amaury de La Grange. A finales de 1937 el senador le comentó a Roosevelt sobre la debilidad militar francesa y pidió ayuda. Roosevelt intervino y forzó al Departamento de Guerra a vender en secreto los más modernos aviones americanos a Francia, como el modelo Curtiss P-36 Hawk. Los franceses expandieron frenéticamente su producción de aeronaves, pero fue muy poco y muy tarde. Francia y Gran Bretaña declararon la guerra a Alemania cuando invadió Polonia en septiembre de 1939, pero hubo poca hostilidad hasta la primavera siguiente. Repentinamente Alemania descargó su guerra relámpago contra Dinamarca y Noruega, que se vieron sobrepasadas, conjuntamente con las tropas francesas y británicas atrapadas en Bélgica. Muchos soldados franceses fueron evacuados a través de Dunquerque y Francia fue forzada a rendirse ante la Alemania de Hitler.

#### La Francia de Vichy (1940–44)
Langer (1947) argumenta que el gobierno de Washington recibió con gran conmoción la caída de Francia en la primavera de 1940, y temía que Alemania pudiera ganar el control de la flota francesa, lo que implicaría explotar las colonias francesas. Esto llevó a la administración de Roosevelt a mantener relaciones diplomáticas, a través de un embajador enviado, un consejero cercano al presidente, el almirante William D. Leahy. El régimen de Vichy fue oficialmente neutral pero estaba ayudando a Alemania.
Estados Unidos cortó las relaciones diplomáticas a finales de 1942 cuando Alemania tomó directamente el control de áreas de Francia dirigidas desde Vichy, y el régimen de Vichy se convirtió en un estado títere de la Alemania Nazi. Recientemente Hurstfield (1986) considera que fue Roosevelt el que tomó la decisión, y no el departamento de Estado, que está reflejado en las quejas de ciertos miembros del departamento. Leahy fue traído de vuelta a Washington donde tomaría asiento como consejero militar y mando conjunto militar.

#### Fuerzas de las Francia Libre

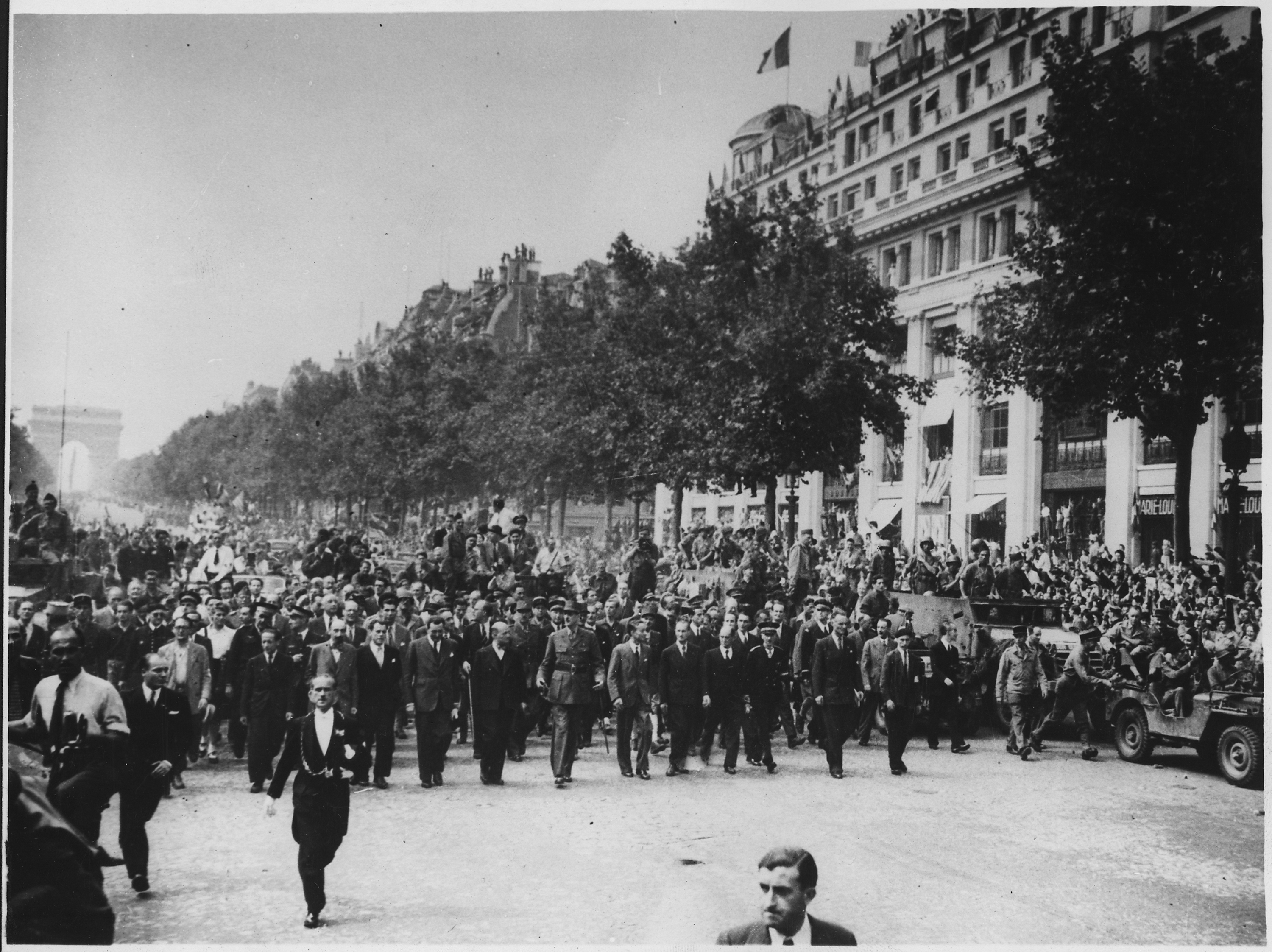
Desfile de la liberación de París con De Gaulle al frente.

Las relaciones entre el presidente Roosevelt y el líder de la resistencia francesa Charles De Gaulle fueron tensas. Después del desembarco de Normandía Estados Unidos y los aliados sabían que era cuestión de tiempo la derrota de los nazis. Eisenhower dio su palabra a De Gaulle que París sería liberada por los franceses y que los norteamericanos no tenían interés en París, una ciudad que consideraban no tenía ningún valor táctico. Para Eisenhower no le suponía ningún problema dejar a De Gaulle tomar la iniciativa en la toma de la ciudad. Había un aspecto importante de la capital francesa que importaba a todos: su importancia histórica y cultural. Hitler había dado la orden de destruir París hasta los cimientos, convirtiéndola en una segunda Estalingrado. El ejército aliado no podía permitir que eso ocurriera. La segunda división francesa armada con el general Phillipe Leclerc fue designada para la tarea suprema de liberar París. Leclerc quería vengarse así de la humillación recibida por el gobierno de Vichy.
El general norteamericano George S. Patton fue designado como comandante del Tercer Ejército que cruzaba la Francia septentrional. Durante un tiempo acampó en Lorraine, donde se unió a las tropas de Leclerc. Leclerc no respetaba a los oficiales americanos a los que consideraba inexperimentados, al igual que pensaban los británicos. De todas formas, Leclerc se dividió temporalmente del ejército principal y tomó París desde el este, mientras que Patton dirigió el 4.º regimiento de infantería desde el oeste. Conjuntamente con las tropas francesas se encontraban soldados republicanos españoles, que esperaban que la liberación de París fuera la antesala de la liberación de España, lo cual nunca sucedió. Eisenhower cumplió su compromiso con De Gaulle dejando que la segunda división mecanizada tomara la capital francesa. De Gaulle se estableció como jefe de Estado de la nueva república francesa, algo a lo que los británicos y americanos tampoco tuvieron más opción que aceptarlo. Eisenhower incluso viajó a París para dar su bendición a De Gaulle.
El gobierno estadounidense se opuso a la presencia de los franceses durante los desembarcos de noviembre de 1942 en el norte de África. El interés de Estados Unidos es promover el declive de Francia en sus colonias para desarrollar su propia influencia. En sus memorias, Charles de Gaulle señala que "los anglosajones nunca aceptaron tratarnos como verdaderos aliados. Nunca nos consultaron, de gobierno a gobierno, sobre ninguna de sus disposiciones. Por política o por conveniencia, buscaban utilizar las fuerzas francesas para los fines que ellos mismos se habían propuesto.

### La posguerra y la guerra fría (1945-1990)
En los años de posguerra existió cooperación entre ambos pero también importantes discordancias. Las deudas dejadas de la Primera Guerra Mundial, cuyo pago se había suspendido desde 1931 se renegociaron en el acuerdo Blum-Byrnes de 1946. Washington condonó una deuda de 2,8 mil millones de dólares, y otorgó a París un nuevo préstamo de 650 millones de dólares. A cambio el negociador francés Jean Monnet estableció un plan de cinco años para la recuperación y el desarrollo del país galo.
| 1945-1947 | 1/1948-6/1948 | 7/1948-6/1949 | 7/1949-6/1950 | 7/1950-6/1951 | Total |
| --------- | ------------- | ------------- | ------------- | ------------- | ----- |
| 1947      | 646           | 978           | 688           | 444           | 4704  |

Los Estados Unidos ayudaron a revivir la economía francesa con el Plan Marshall que otorgó a Francia hasta 2,3 mil millones de dólares sin devolución. El total de todas las subvenciones y créditos americanos otorgados a Francia desde 1946 a 1953 alcanzaban los 4,9 mil millones de dólares. El objetivo principal del plan era desarrollar el comerció internacional, reducir las tarifas, disminuir las barreras y modernizar la gestión francesa, aunque el Plan también supuso un importante retorno a la industria americana. Francia envió 500 misiones con 4700 hombres de negocios y expertos a Estados Unidos a visitar las factorías, granjas, tiendas y oficinas. Los franceses se impresionaron de la prosperidad de los trabajadores estadounidenses, y como podían permitirse comprar un vehículo nuevo con tan solo nueve meses de trabajo, comparado con los 30 meses que necesitaba el trabajador medio francés. Algunos empresarios franceses se resistieron a la americanización, pero aquella industria y forma de pensar pronto se impondría en Francia, lo que además atrajo a inversores americanos y construyó un mercado mayor.

#### Los inicios de la OTAN
En 1949 los dos aliados formales firmaron el Tratado del Atlántico Norte, que sería el comienzo de la alianza militar OTAN. Aunque Washington desaprobaba los esfuerzos franceses en retomar las colonias en África y el Sureste Asiático, apoyó al gobierno francés en la lucha contra los comunistas en la Indochina francesa. Sin embargo, en 1954, el presidente Dwight D. Eisenhower declinó la petición de Francia de apoyo aérea a las fuerzas francesas asediadas en Dien Bien Phu.
Ambos países se opusieron a la Unión Soviética en las confrontaciones de la Guerra Fría pero tuvieron una crisis en 1956. Cuando Francia, Gran Bretaña e Israel atacaron Egipto, que había nacionalizado el Canal de Suez y mostró signos de acercamiento entre la Unión Soviética y China, Eisenhower los forzó a retirarse. Aquella ruptura supuso un punto de inflexión en las relaciones entre los tres: Gran Bretaña desde entonces adoptó una postura en el Oriente Próximo cercana a la de Estados Unidos, mientras que Francia se distanció a sí misma, estableciendo su propio camino.
Aunque existieron tensiones y puntos de desencuentro entre ambos gobiernos, los franceses en general, exceptuando los comunistas, tenían una buena opinión de Estados Unidos durante los años 1950 y 1960. A pesar de la fricción cultural, Estados Unidos era visto como un gigante benévolo, la tierra de la modernidad y la juventud francesa empezó a cogerle el gusto a los chicles, la Coca-Cola y el rock and roll.

#### De Gaulle
En los años 1950 Francia pidió ayuda a Estados Unidos para desarrollar su propio armamento nuclear. Eisenhower rechazó esas pretensiones por varias razones. Temía de la inestabilidad política de la Cuarta República Francesa y le preocupaba que pudiera usar armamento nuclear en las guerras coloniales francesas como Vietnam o Argelia. Charles de Gaulle trajo estabilidad a la nueva Quinta República que comenzó en 1958, aun así Eisenhower desconfiaba de ayudar a conseguir armamento atómico a los franceses. De Gaulle pretendía desafiar el monopolio anglosajón con el uso propio de su propia fuerza de ataque nuclear conocida como Force de frappe. Eisenhower temía que los planes de convertir en una potencia nuclear a Francia debilitarían a la incipiente OTAN. Y la razón que radica en el fondo, Washington prefería que no existiera una proliferación de armas de nuclear en ningún sitio.
Además De Gaulle no apoyaba la entrada de Gran Bretaña en la Comunidad Económica Europea. Estas y otras tensiones llevaron al gobierno de París en 1966 a retirar sus tropas de la estructura militar integrada en la Organización del Tratado del Atlántico Norte y forzó a la organización a trasladar sus cuarteles generales a Bélgica (donde siguen estando en la actualidad). La política exterior francesa se centró en intentar limitar el poder y la influencia de ambas superpotencias, aumentando el prestigio y la presencia internacional francesa en términos relativos. De Gaulle esperaba mover a Francia de su posición de aliada-seguidora de Estados Unidos a potencia de primer orden mundial y voz de los países no alineados en el Tercer Mundo. Las naciones que De Gaulle consideraba potenciales partícipes eran las que se encontraban en la tradicional esfera de influencia francesa, en África y el Oriente Próximo.
Las dos naciones diferían sobre la forma de afrontar la guerra de Vietnam, en parte porque los líderes franceses estaban convencidos de que Estados Unidos no podían ganar. La experiencia reciente de Francia con la guerra de independencia argelí demostraba que era imposible, en el largo plazo, para una democracia tratar de imponer por la fuerza un gobierno sobre una población extranjera sin tener suficientes apoyos y probablemente mediante el uso de métodos inaceptables como la tortura. La visión popular de Estados Unidos empeoró en ese período, al ser vistos como una potencia imperialista.

#### 1970–1989

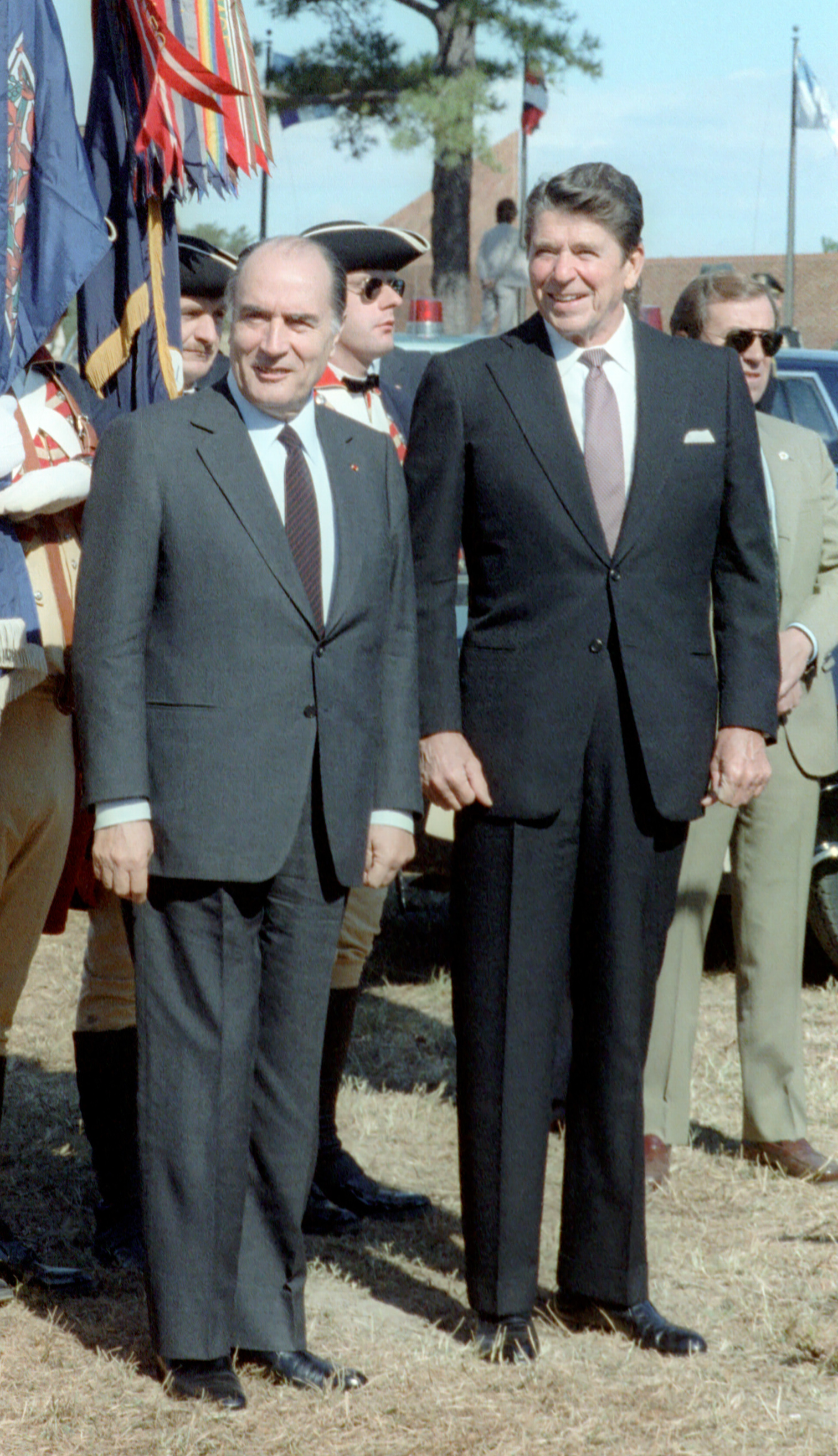
François Mitterrand y Ronald Reagan, 1981.

Las relaciones mejoraron algo después que De Gaulle perdiera el poder en 1969, aunque cada cierto tiempo volvían a aparecer tensiones. Francia empezaba a defender con más fuerza que una Unión Europea sería el método para contrarrestar el poder estadounidense, y esto sólo funcionaria a través de una moneda única que contrarrestara al dólar en los mercados internacionales y a través de un ejército conjunto europeo que supusiera una alternativa a la OTAN. Es así como por esta época Estados Unidos mantenía relaciones más estrechas con Reino Unido, Alemania o Italia. En los años 1980 las dos naciones colaboraron en materias que no estaban de acuerdo como la Operación El Dorado Canyon y la deseada reunificación alemana. La administración Reagan se esforzó para evitar que Francia y otros países europeos compraran gas natural desde Rusia, a través de la construcción del gasoducto Siberia - Europa. Los gobiernos europeos, incluido el francés, se mantuvieron firmes y finalmente el gasoducto se construyó.
El presidente François Mitterrand, poco antes de terminar su segundo mandato, calificó las relaciones franco-americanas de mucho más belicosas de lo que parecen: "Francia no lo sabe, pero estamos en guerra con América. Sí, una guerra permanente, una guerra vital, una guerra económica, una guerra sin muerte aparentemente. Sí, los estadounidenses son muy duros, son voraces, quieren un poder indiviso sobre el mundo. Es una guerra desconocida, una guerra permanente, aparentemente sin muerte y sin embargo una guerra a muerte."

#### Actualidad
En materia antiterrorista, Canadá y Estados Unidos fueron los únicos países americanos que clasificaron a la organización ETA como grupo terrorista.
Jacques Chirac fue espiado por la NSA en 2006. Sin embargo, ya había sido espiado por agencias americanas en el pasado, cuando era Primer Ministro de Valéry Giscard d'Estaing.
En 2021, las relaciones entre Estados Unidos y los países miembros de la UE se enfrentaron por el abandono de las tropas americanas en Afganistán, más por la creación de la alianza anglosajona AUKUS sin contar con la UE.  Esto provocó una firme propuesta de la UE para crear un ejército europeo independiente de Estados Unidos.

## Relaciones comerciales y culturales

### Relaciones comerciales
Para el país norteamericano Francía supone el % del valor de las importaciones totales (el mayor importador europeo después de Alemania) con un valor estimado de 47.800 millones de dólares mientras que el país americano exporta al país galo un 2,3% de sus exportaciones totales, representando 32,6 mil millones de dólares. Los sectores con mayor peso en la exportaciones galas en Estados Unidos son turbinas de gas, seguido de helicópteros, aeronaves y piezas, medicamentos y licores y vinos (8%). Estados Unidos vende a su vez a Francia maquinaria, medicamentos y refinados del petróleo.
En 2015 el 11% de toda la inversión extranjera en Francia provenía de Estados Unidos y a su vez Francia representaba el 7% de toda la inversión extranjera en suelo estadounidense. Existen acuerdos comerciales internacionales entre ambos países, la mayoría en el marco de Francia en el mercado común. A principios de la década de 2010 se negoció entre Estados Unidos y la Unión Europea un acuerdo de libre comercio, que en 2013 París pidió detener las negociaciones.

### Inmigración francesa

Bandera de la comunidad franco americana

Se estima que  millones de personas se consideran franceses americanos, o lo que es lo mismo franceses que viven en Estados Unidos, de estos al menos  millones hablan el idioma francés en el hogar y mantienen las costumbres de su origen. El estado de Maine es el que tiene más población francesa, cercano al estado canadiense de Quebec donde es común el idioma francés. Aun así se tiene constancia que una parte significativa de la población estadounidense tiene su origen el inmigrantes franceses.